# Ануфрієнко Анатолій Васильович
Анатолій Васильович Ануфрієнко (18 березня 1940, Ворошиловград — 11 жовтня 1998) — український диригент. Заслужений діяч мистецтв УРСР (1985). Народний артист України (1995).

## Біографія
Народився 18 березня 1949 року в місті Ворошиловграді (нині Луганськ). У 1962 році закінчив оркестровий факультет Київської консерваторії; в 1977 році — факультет оперно-симфонічного диригування Львівської консерваторії.
У 1961–1979 роках працював у Київському театрі опери та балету, з 1979 року — художній керівник і головний диригент Державного естрадно-симфонічного оркестру УРСР. З 1988 року — художній керівник ансамблю пісні і танцю «Таврія».
Жив у Києві. Помер 11 жовтня 1998 року. Похований на Лісовому кладовищі.